# Пей, Хосе Мигель
Хосе Мигель Пей-и-Гарсиа де Андраде (исп. José Miguel Pey y García de Andrade, 11 марта 1763 — 17 августа 1838) — южноамериканский политический деятель, фактический первый президент независимой Колумбии.
Хосе Мигель Пей родился в 1763 году в Санта-Фе-де-Богота, вице-королевство Новая Гранада; его отец Хуан Франсиско Пей был судьёй Королевской аудиенсии Боготы. Хосе Мигель Пей учился в Колледже Св. Варфоломея, и в 1787 году стал адвокатом.
В январе 1810 года Хосе Мигель Пей стал мэром Боготы. Когда 20 июля 1810 года начались революционные события, то на открытом народном собрании была создана Верховная Народная Хунта Новой Гранады, президентом которой был избран вице-король Амар-и-Борбон, а вице-президентом — алькальд Пей. Так как Амар-и-Борбон отказался председательствовать, то Пей стал фактическим президентом Хунты и в этом качестве подписал Акт о независимости Новой Гранады. 25 июля Амар-и-Борбон был официально выведен из состава Хунты, а Пей провозглашён её президентом. На следующий день Хунта заявила о признании монархом пленённого Наполеоном короля Фердинанда VII, но не признании Центральной Хунты и представляющего её вице-короля. Под давлением общественного мнения Пей был вынужден 13 августа арестовать Амар-и-Борбона и его жену, но после этого перевёл их в Картахену, откуда они смогли выехать на Кубу.
В марте 1811 года провинция Богота приняла конституцию, провозгласившую её Свободным Государством Кундинамарка, и на президентских выборах победил Хорхе Тадео Лосана, которому Пей и передал полномочия главы исполнительной власти.
Когда на съезде представителей провинций Новой Гранады было провозглашено государство Соединённые Провинции Новой Гранады, Кундинамарка отказалась войти в его состав. В ходе последовавшей войны Кундинамарке пришлось покориться, и когда Боливар взял Боготу, то Пей 20 декабря 1814 года стал губернатором провинции Богота Соединённых Провинций Новой Гранады.
После взятия Боготы туда переместился правящий Триумвират. В него были избраны Мануэль Родригес Торисес (президент Государства Картахена), Хосе Мануэль Рестрепо Велес (государственный секретарь Антьокии) и Кустодио Гарсиа Ровира (губернатор провинции Сокорро), но Рестрепо Велес отказался войти в его состав, и его место занял Пей. Триумвират правил до ноября 1815 года, когда в стране был введён пост президента.
Пятнадцать лет спустя, уже в государстве Великая Колумбия, Пей вновь оказался у руля страны. В 1830 году в стране началась гражданская война, и ради установления мира 30 апреля 1831 года занявший пост президента генерал Рафаэль Урданета подал в отставку. Исполнительную власть на себя взял «Ejecutivo Plural» в который вошли Хуан Гарсиа дель Рио, Херонимо Гутьеррес де Мендоса и Хосе Мигель Пей (ставший исполнять обязанности министра обороны). 5 мая 1831 года этот триумвират передал власть Доминиго Кайседо.